# Бенедек Ковач
Бенедек Ковач (угор. Benedek Kovács, 18 травня 1998) — угорський плавець.
Учасник Олімпійських Ігор 2020 року, де в змішаній естафеті 4x100 метрів комплексом його збірна посіла 15-те місце і не потрапила до фіналу.